# 曾正仁

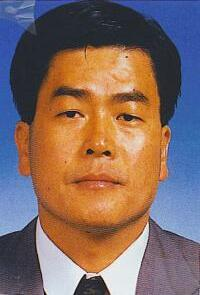

曾正仁（1958年12月25日—），生於台灣台中縣（今台中市）人，前中國國民黨籍，為前廣三建設機構（通稱廣三集團）總裁，因為涉嫌掏空案，遭到通緝，一度潛逃至中國上海。

## 生平
曾正仁父親名為曾秋霖，是台中縣地方政壇有名人物，與前立法院院長劉松藩是拜把兄弟。

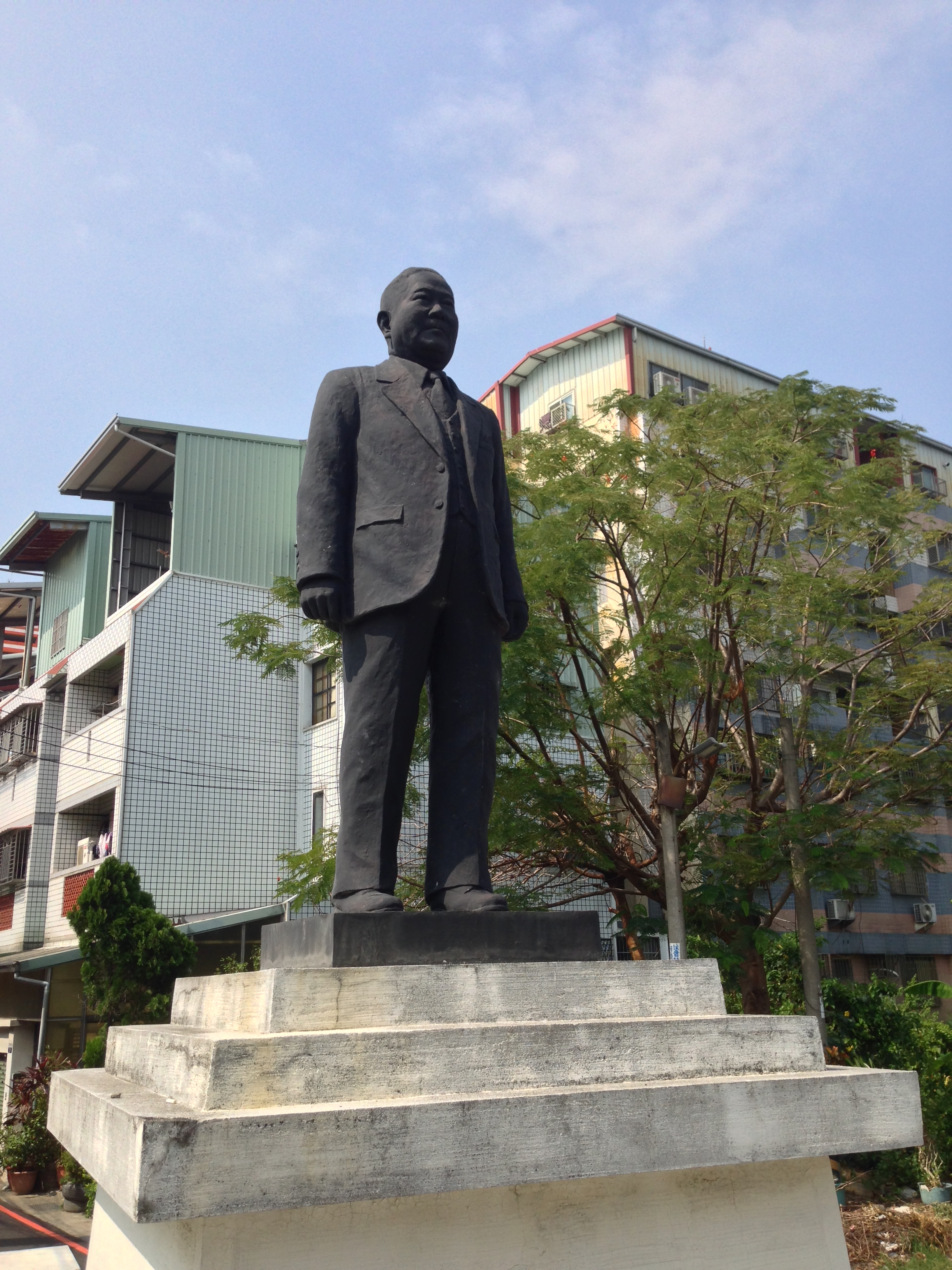
曾秋霖銅像

曾正仁以營建業起家，創立廣三建設；之後跨足百貨業，於1992年3月12日與Sogo株式會社簽約合資經營廣三崇光百貨。廣三崇光百貨於1995年11月11日開業，是當時台中市最大的日系百貨公司。
曾正仁靠著劉松藩與前臺灣省議會議長黃正義的勢力，入主台中商銀。1995年10月，台中商銀召開臨時董事會，推選劉松藩為董事長、曾正仁為副董事長，但是實際的經營權由曾正仁掌握。
1996年，曾正仁收購台灣食品業者「大裕股份有限公司」，改名為「順大裕股份有限公司」，由時任台中縣立委張文儀擔任董事長，重新上市；並利用順大裕股票，進行炒作及內線交易。
1997年，廣三集團內部受曾正仁重用的股票操盤手許盟賢受到台中五信陳總經理勾結利誘，長達一年多的時間以內神通外鬼模式不斷放空順大裕股票。1998年底，終致曾正仁護盤全毁，新台幣上百億元資金耗盡，股價無量下跌。當時質押於大安商業銀行的順大裕股票，也在未告知廣三情況下全數遭賣出。順大裕股價由高點180多元摔至40多元，隨後引爆廣三財務危機與蓄意違約交割，股價跌至1.5元。這個原因，才是廣三集團倒閉的主因，由這個主因，再擴展為以下的台中商銀超貸案件，廣三案導致台中商銀兩位經理跳樓自殺。
1998年，劉松藩卸任台中商銀董事長，由曾正仁接任。曾正仁與劉松藩違法向台中商銀超貸新台幣八十九億元。同年十二月，財政部與中央銀行獲檢舉，對台中商銀進行金融檢查。曾正仁為籌措資金，補足虧空，違法交割順大裕股票新台幣八十四點五億元，財政部將其移送檢方偵辦。同時，中央銀行也將違法超貸案移送台中地檢署偵辦。消息曝光後，引發台中商銀嚴重擠兌。
1999年，發生廣三崇光百貨槍擊案。懷疑與曾正仁有財務糾紛的不明黑道份子，在廣三崇光百貨門口向路人隨機開槍，造成孕婦莊嘉慧成為植物人。本案轟動全國。
2001年，曾正仁在廣三崇光百貨員工餐廳認識化妝品專櫃小姐陳燕津，兩人開始交往。2002年結婚。
2002年，台中商銀違法超貸案宣判，曾正仁判刑11年。同年，曾正仁棄保潛逃海外，其妻也移居國外。
2003年，曾正仁位在台中大里大智公園旁佔地300坪的豪宅，被法院查封拍賣，經連續流標四次，第五拍以原價對折的行情4202萬拍賣成交。
2008年8月底，曾正仁在上海一度被捕。
2014年1月24日，廣三案全部定讞，執行刑為20年，通緝及追訴時間至2046年。最高法院指出，曾炒作順大裕股票，最高法院認定他違反證交法和洗錢犯行，判處有期徒刑7年確定。另涉台中商銀超貸案75億元，93年依違反商業會計法、偽造文書等罪共判刑11年確定；至於曾的違約交割順大裕股票84億元部分，96年再被判8年、併科罰金3億元定讞，因曾犯行在刑法修正前，依舊法最高執行刑為20年。

## 個人生活
2001年，曾正仁在廣三崇光百貨和時任化妝品專櫃小姐的陳燕津認識。2002年兩人結婚。曾潛逃後，陳燕津亦移居海外，到新加坡、澳洲留學。2011年，陳燕津委請律師向法院訴請與曾正仁離婚，經台中地院認定兩人「早無夫妻之實」，同年6月7日批准離婚。